# スティーヴ・マイナー
スティーヴ・マイナー（Steve Miner, 本名：Stephen C. Miner、1951年6月18日 - ）はアメリカ合衆国の映画監督。シカゴ出身。

## 来歴
『13日の金曜日』で製作補を務めた後、第2作の監督に抜擢され、映画監督デビュー。第3作の監督も務めた。
以降、ホラー映画のみならず、コメディ映画やテレビドラマの監督も務めている。
また、1983年に、ゴジラのアメリカ・リメイク版である『ゴジラ キング・オブ・ザ・モンスターズ・イン・3D』の監督として企画に携わったが、製作費の問題により実現しなかった。脚本はフレッド・デッカー。3D映画でゴジラは日本式のぬいぐるみではなく、ストップモーション・アニメーションとパペットにより撮影される予定だった。

## 主な作品
- 13日の金曜日PART2 Friday the 13th Part 2 (1981)
- 13日の金曜日PART3 Friday the 13th Part 3 (1982)
- ガバリン House (1986)
- ミスター・ソウルマン Soul Man (1986)
- ワーロック Warlock (1989)
- ワイルドハート/彼女は空を翔けた Wild Hearts Can't Be Broken (1991)
- フォーエヴァー・ヤング 時を超えた告白 Forever Young (1992)
- 恋人はパパ/ひと夏の恋 My Father the Hero (1994)
- スクール・ウォーズ/もうイジメは懲りごり! Big Bully (1996)
- ハロウィンH20 Halloween H20: 20 Years Later (1998)
- U.M.A レイク・プラシッド Lake Placid (1999)
- テキサス・レンジャーズ Texas Rangers (2001)
- デイ・オブ・ザ・デッド Day of the Dead (2008)
- ジェシカ・シンプソンの ミリタリー・ブロンド Private Valentine: Blonde & Dangerous (2008)
- スイッチ 運命のいたずら Switched at Birth (2011-2015) テレビドラマ